# Kim Sung-joon (cầu thủ bóng đá)
Đây là một tên người Triều Tiên, họ là Kim.
Kim Seong-Jun (tiếng Hàn: 김성준; sinh ngày 8 tháng 4 năm 1988) là một cầu thủ bóng đá Hàn Quốc hiện tại thi đấu cho FC Seoul và Đội tuyển bóng đá quốc gia Hàn Quốc.